# Cecidochares
Cecidochares är ett släkte av tvåvingar. Cecidochares ingår i familjen borrflugor.
Kladogram enligt Catalogue of Life:
| Cecidochares | \| \| Cecidochares braziliensis \| \| \| \| \| \| Cecidochares caliginosa \| \| \| \| \| \| Cecidochares connexa \| \| \| \| \| \| Cecidochares delta \| \| \| \| \| \| Cecidochares eupatorii \| \| \| \| \| \| Cecidochares fluminensis \| \| \| \| \| \| Cecidochares frauenfeldi \| \| \| \| \| \| Cecidochares ianthina \| \| \| \| \| \| Cecidochares latigenis \| \| \| \| \| \| Cecidochares quinquefasciata \| \| \| \| \| \| Cecidochares quinquevittata \| \| \| \| \| \| Cecidochares rufescens \| \| \| \| \| \| Cecidochares violacea \| \| \| \| |
|              | \| \| Cecidochares braziliensis \| \| \| \| \| \| Cecidochares caliginosa \| \| \| \| \| \| Cecidochares connexa \| \| \| \| \| \| Cecidochares delta \| \| \| \| \| \| Cecidochares eupatorii \| \| \| \| \| \| Cecidochares fluminensis \| \| \| \| \| \| Cecidochares frauenfeldi \| \| \| \| \| \| Cecidochares ianthina \| \| \| \| \| \| Cecidochares latigenis \| \| \| \| \| \| Cecidochares quinquefasciata \| \| \| \| \| \| Cecidochares quinquevittata \| \| \| \| \| \| Cecidochares rufescens \| \| \| \| \| \| Cecidochares violacea \| \| \| \| |
|              | Cecidochares braziliensis |
|              | |
|              | Cecidochares caliginosa |
|              | |
|              | Cecidochares connexa |
|              | |
|              | Cecidochares delta |
|              | |
|              | Cecidochares eupatorii |
|              | |
|              | Cecidochares fluminensis |
|              | |
|              | Cecidochares frauenfeldi |
|              | |
|              | Cecidochares ianthina |
|              | |
|              | Cecidochares latigenis |
|              | |
|              | Cecidochares quinquefasciata |
|              | |
|              | Cecidochares quinquevittata |
|              | |
|              | Cecidochares rufescens |
|              | |
|              | Cecidochares violacea |
|              | |